# Liste der vanuatuischen Fußballmeister
Nachfolgend sind alle Fußballmeister von Vanuatu aufgelistet.

## Bisherige Meister

### Bis 1993
Bis 1993 wurde der vanuatuische Fußballmeister in einer K.-o.-Runde mit Vertretern aus den regionalen Fußballligen ermittelt. Die jeweiligen Sieger sind abgesehen von 1975, 1983/84, 1986 und 1989 nicht bekannt.
| Saison  | Verein                    |
| ------- | ------------------------- |
| 1975    | Tupuji Imere FC (1)       |
| 1983/84 | Pango Green Bird FC (1)   |
| 1986    | Ifira Black Bird FC (1)   |
| 1989    | Erakor Golden Star FC (1) |

### Seit 1994
Seit der Einführung von landesweiten Fußballligen wird der vanuatuische Fußballmeister in der TVL Premier League ermittelt. Von 1994 bis 2007 wurde diese im Kalenderjahr-Modus ausgetragen, von 2008/09 bis 2014/15 im Herbst-Frühling-Modus, von 2016 bis 2017 im Kalenderjahr-Modus und seit 2017/18 wieder im Kalenderjahr-Modus.
| Saison  | Verein                    |
| ------- | ------------------------- |
| 1994    | Tafea FC (1)              |
| 1995    | Tafea FC (2)              |
| 1996    | Tafea FC (3)              |
| 1997    | Tafea FC (4)              |
| 1998    | Tafea FC (5)              |
| 1999    | Tafea FC (6)              |
| 2000    | Tafea FC (7)              |
| 2001    | Tafea FC (8)              |
| 2002    | Tafea FC (9)              |
| 2003    | Tafea FC (10)             |
| 2004    | Tafea FC (11)             |
| 2005    | Tafea FC (12)             |
| 2006    | Tafea FC (13)             |
| 2007    | Tafea FC (14)             |
| 2008/09 | Tafea FC (15)             |
| 2009/10 | Amicale FC (1)            |
| 2010/11 | Amicale FC (2)            |
| 2011/12 | Amicale FC (3)            |
| 2012/13 | Amicale FC (4)            |
| 2013/14 | Amicale FC (5)            |
| 2014/15 | Amicale FC (6)            |
| 2016    | Erakor Golden Star FC (2) |
| 2017    | Ifira Black Bird FC (2)   |
| 2017/18 | Tupuji Imere FC (2)       |
| 2018/19 | Tafea FC (16)             |
| 2019/20 | Ifira Black Bird FC (3)   |
| 2020/21 | Galaxy FC (1)             |
| 2021/22 | Ifira Black Bird FC (4)   |

## Statistik

### Alle Titelträger
| Anzahl der Titel | Verein                |
| ---------------- | --------------------- |
| 16               | Tafea FC              |
| 6                | Amicale FC            |
| 4                | Ifira Black Bird FC   |
| 2                | Erakor Golden Star FC |
| 2                | Tupuji Imere FC       |
| 1                | Pango Green Bird FC   |
| 1                | Galaxy FC             |

Mit 15 Meistertiteln in Folge ist Tafea FC aktuell Weltrekordhalter.

## Teilnehmer am Ozeanienpokal
Bei der 1987 erstmals ausgetragenen OFC Champions League (1987: Pacific Champions Cup, 1999–2006: OFC Club Championship) nahm noch eine vanuatuische Auswahlmannschaft teil. Bei den drei weiteren Austragungen 1999, 2001 und 2005 sowie 2007/08 war jeweils der vanuatuische Fußballmeister Tafea FC direkt qualifiziert. Für die Austragungen 2006, 2007, 2008/09 und 2009/10 wurde der Teilnehmer im VFF Bred Cup ermittelt, für die Austragungen seit 2010/11 wird der bzw. werden die Teilnehmer in der – im Anschluss an die TVL Premier League ausgetragenen – TVL National Super League ermittelt.

### VFF Bred Cup
- 2005: Tafea FC
- 2006: Port Vila Sharks FC (verzichtet)
- 2008: Port Vila Sharks FC
- 2008/09: Tafea FC

### TVL National Super League
- 2009/10: Amicale FC
- 2010/11: Amicale FC
- 2011/12: Amicale FC
- 2012/13: Tafea FC und Amicale FC
- 2013/14: Tafea FC und Amicale FC
- 2014/15: Amicale FC und Malampa Revivors FC
- 2016: Erakor Golden Star FC